# Ichneumon moerens
Ichneumon moerens är en stekelart som beskrevs av Gmelin 1790. Ichneumon moerens ingår i släktet Ichneumon, och familjen brokparasitsteklar. Inga underarter finns listade.